# Tomás Borge
Tomás Borge Martínez (1930-2012) fue un revolucionario, escritor, poeta y político nicaragüense.
Tomás Borge fue miembro fundador del Frente Sandinista de Liberación Nacional (FSLN), histórico luchador contra el régimen de la familia Somoza en Nicaragua. Comandante del FSLN, reconocido estadista, escritor y político. Fue una de las figuras relevantes de la Revolución Sandinista. Vicesecretario y presidente honorario del FSLN, responsable del ministerio del interior en el periodo revolucionario, miembro del Parlamento Centroamericano y del Congreso nacional. Es hijo dilecto de Chinandega y de Matagalpa.
Tomás Borge mantuvo su coherencia ideológica y su compromiso de lucha hasta su muerte. En una entrevista realizada en 2010 decía:

Me siento orgulloso de seguir siendo sandinista, de seguir siendo fiel a la bandera rojinegra de nuestro partido, de seguir siendo fiel a nuestra organización revolucionaria; y morir orgulloso de tener la frente levantada, y no haber sido desleal con mis principios, ni desleal con mis amigos ni con mis compañeros, ni con mi bandera, ni con mis gritos de combate.
Tomás Borge

## Biografía
Tomás Borge Martínez nació en Matagalpa, el 13 de agosto de 1930. Su padre, Tomás Borge Delgado, fue lugarteniente de las tropas de Augusto César Sandino que lucharon contra la intervención de los Estados Unidos de América en Nicaragua desde 1926 hasta 1932.
Desde muy joven se integró en la lucha contra la dictadura que la saga familiar de los Somoza mantenía en Nicaragua desde el asesinato de Augusto Sandino. En 1943, a los 13 años se implicó en actividades revolucionarias. En 1946, con 16 años, editó el periódico Espartako contra el régimen del general Anastasio Somoza García.

### Conoce a Carlos Fonseca
Después de realizar los estudios de secundaria, en 1954 se matriculó en la Facultad de Derecho de la Universidad Autónoma de Nicaragua en León. Al año siguiente conoce a Carlos Fonseca con quien se uniría en una fuerte amistad. Borge era 6 años mayor que Fonseca y este influyó fuertemente en Borge. Junto a él leyó los primeros libros que marcarían su devenir político. Leyó Utopía de Tomás Moro, los trabajos de John Steinbeck, las obras de Karl Marx y Friedrich Engels, las obras de Lenin...
Junto a Carlos Fonseca, Tomás Borge participó en el círculo de los estudiantes marxistas de Nicaragua y militó en el Partido Socialista Nicaragüense, PSN, de pensamiento marxista y ligado a línea prosoviética.
Durante sus años universitarios en la ciudad de León, sus compañeros de estudios recuerdan a Borge como cabo profesor de la Guardia Nacional de Nicaragua. Según Gilberto Chibeto Quintanilla, mayor de la Guardia Nacional, el trabajo del cabo profesor era alfabetizar a los soldados que eran incapaces de leer.
En 1956 ―durante la represión que siguió al atentado mortal contra Anastasio Somoza García realizado por el poeta Rigoberto López Pérez―, Borge fue detenido y encarcelado. Pasó a arresto domiciliario permanente hasta que en 1959 logró fugarse y cruzar la frontera a Honduras, donde fue detenido. Gracias a la intervención de Otto Castro, que era amigo del entonces presidente hondureño, lo dejaron pasar. De allí viajó, con pasaporte falso, a El Salvador y a Costa Rica, donde fundaría el movimiento de «la juventud revolucionaria de Nicaragua».

### Fundación del FSLN y el primer fracaso
Después de la victoria de la Revolución Cubana, Fonseca, Borge y otros compañeros se deciden por la utilización de la lucha armada contra el régimen de la familia Somoza. Participa en la formación del destacamento guerrillero Rigoberto López Pérez que se enfrenta a la Guardia Nacional sufriendo una grave derrota el 24 de junio de 1959 donde resulta gravemente herido Fonseca. En ese momento Tomás Borge estaba en Costa Rica junto a Silvio Mayorga y creen que Fonseca ha muerto. Al restablecimiento de este los tres se van a Cuba ya ha hecho amistad con Ernesto Che Guevara y Tamara Bunke que les habían ayudado en la guerrilla.
En Cuba Silvio Mayorga se reúne con un grupo de jóvenes inmigrantes nicaragüenses de Venezuela y preparan el nacimiento de que sería el Frente Sandinista de Liberación Nacional. Fonseca se traslada a Honduras para preparar la logística que pretermitiría el establecimiento del grupo de revolucionarios. El 23 de julio de 1961 en Tegucigalpa, Tomás Borge funda, junto a Carlos Fonseca Amador, Francisco Buitrago, Jorge Navarro, Silvio Mayorga, José Benito Escobar, Noel Guerrero y Germán Pomares el Frente Sandinista de Liberación Nacional, que a la postre sería clave para la derrota del régimen dictatorial de los Somoza y la implantación de la Revolución Sandinista logrando la implantación de la democracia en el país y los primeros traspasos de poder pacíficos y reconocidos entre formaciones políticas de diferentes signos.
El FSLN se establece en Honduras en el área de río Patuka. En 1962 el FSLN cuenta ya con 60 hombres en sus filas. Comienza sus acciones en Nicaragua pero es derrotado por las fuerzas de Somoza. Tomás Borge junto a Víctor Tirado ingresan en el país para crear células clandestinas de apoyo a la guerrilla.

### La insurrección
Entre 1965 y 1966 Tomás Borge dirige el diario sandinista La Movilización Republicana. Al año siguiente intentan nuevamente crear un grupo guerrillero activo en la montaña en la zona de Pancasán que vuelve a ser derrotado. En 1969 se reorganiza la Dirección Nacional del FSLN de la que Borge forma parte y nombran Secretario General a Fonseca.
En enero de 1969, junto a Henry Ruiz, Borge es detenido por contrabando de armas en la frontera con Costa Rica. Ambos son deportados a Colombia. Ahí comienza un periodo de exilio que le llevaría a Cuba y a Perú. En ese tiempo visitó la base de la OLP en Líbano. Pasa por México y vuelve a Nicaragua integrándose a las filas del FSLN.
El 4 de febrero de 1976 es nuevamente detenido y enviado a prisión donde es torturado. Mientras está en prisión el FSLN sufre varios derrotas muriendo muchos de sus dirigentes. Carlos Fonseca cae el Zinica (Waslala, Departamento de Zelaya). En ese momento Tomás Borge se encontraba en la cárcel de Tipitapa y fue un coronel de la Guardia nacional quien le comunicó la noticia de la muerte de Fonseca, a la que Borge respondió: 

Se equivoca usted, coronel, Carlos Fonseca, es de los muertos que nunca mueren.

El 24 de agosto de 1978, como resultado de la llamada Operación Chanchera (la toma del Palacio del Congreso por un comando guerrillero el 22 de agosto de 1978) es liberado junto a otros presos del Frente. Viaja a Panamá y luego a Cuba.

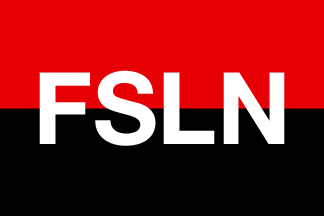
Bandera del F.S.L.N.

El FSLN se divide en tres facciones y Tomás Borge lidera la fracción denominada Guerra Popular Prolongada (GPP). El 7 de enero de 1979 se llega a un acuerdo de reunificación, que se formaliza en marzo, del Frente y Tomás Borge es uno de los 9 miembros del Directorio Nacional.
Las tropas guerrilleras entraron triunfantes en Managua el 19 de julio de 1979. Días antes, el 11 de julio Borge participó en la reunión del Directorio Nacional y en siguiente, junto a Daniel Ortega, Sergio Ramírez y Miguel d'Escoto se reunió en Costa Rica en la casa del presidente Rodrigo Carazo Odio en Puntarenas con William Boudlerom, representante del Gobierno de los EE. UU. En esa reunión rechazan la propuesta de sustituir a Somoza por Francisco Urcuyo Maliaños, Presidente del Congreso, y quien según lo establecido en la Constitución de 1974, ocuparía el lugar a falta del presidente del país. Somoza huye el día 17 de julio y Urcuyo es nombrado presidente.
El intento de Urcuyo es desbaratado y el poder pasa a la Junta de Gobierno de Reconstrucción Nacional.

### La Revolución Popular Sandinista
El 19 de julio de 1979 las tropas del FSLN entran en Managua dando comienzo a la denominada Revolución Sandinista. Tomás Borge, con fama de ser el más radical de los nueve comandantes del Frente, es miembro de la Dirección Nacional del FSLN y se hace cargo del Ministerio del Interior (institución a la que se subordinaban la Policía Sandinista, el Sistema Penitenciario, Migración y Extranjería, Dirección General de la Seguridad del Estado y Bomberos), cargo que mantendría hasta la pérdida de las elecciones presidenciales de febrero de 1990.
La primera tarea fue la disolución de la Guardia Nacional y la revisión de los casos de los exfuncionarios del gobierno de Somoza. También se intentó erradicar los delitos de crímenes moderados y menores, la vagancia, el juego y la bebida.
Tomás Borge formó parte de la delegación del primer gobierno revolucionario que visitó la Unión Soviética el 17 de marzo de 1980. En ese viaje Tomás Borge describió la situación de su país de la siguiente forma; 

El Gobierno de Reconstrucción Nacional, fue una tarea gigantesca para restaurar el devastado país, la necesidad de que los bancos internacionales para pagar una gran deuda externa dejada por Somoza y su camarilla. El país tiene un alto desempleo y pobreza, la burguesía entreguista - un aliado de los círculos más reaccionarios y agresivos del imperialismo norteamericano - muestra un completo desprecio por su pueblo.

19 de julio de 1981 en la celebración del segundo aniversario de la Revolución, Tomás Borge reiteró que la unidad nacional, el pluralismo y la economía mixta, estaban diseñados para fortalecer, no para desestabilizar el proceso revolucionario. Fue otra advertencia dirigida a la oposición y los empresarios. Al mismo tiempo, ordenó el despido de cualquier policía que abusa de su autoridad.
En 1982 Tomás Borge fue elegido vicepresidente de la Conferencia Permanente de Partidos Políticos en América Latina ―una asociación de partidos socialdemócratas, socialistas, liberales y nacionalistas del continente―.

Nicaragua por fin existe, y porque existe es que somos y seremos implacables con quienes quieren que vuelva a ser una colonia humillada.

### Tras la derrota de 1990
Tras la derrota de 1990 algunos de los miembros de la Dirección Nacional abandonan la política y el FSLN sufre una escisión de la que nace el Movimiento Renovador Sandinista (MRS). Tomás Borge y Bayardo Arce, junto con Daniel Ortega son los únicos miembros que se mantienen en el FSLN.
Entre 1997 y 2002 es miembro del Parlamento Centroamericano, Parlacén y desde el 2001 miembro de la Asamblea Nacional.

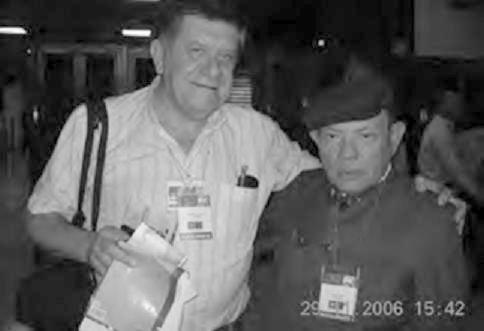
Tomás Borge con el periodista argentino Coco López en noviembre de 2006.

### Vuelta al poder
En las elecciones presidenciales llevadas a cabo el 5 de noviembre de 2006 el candidato sandinista, Daniel Ortega vence con un 38% de los votos. Tomás Borge aumenta su influencia en el gobierno. El 22 de marzo de 2007, a petición suya, fue nombrado Embajador de Nicaragua ante Perú, cargo que desempeñó hasta su muerte. Su nombramiento fue visto como una retirada de la vida política.

## Fallecimiento
El 30 de abril de 2012 ingresa en el Hospital Militar Alejandro Dávila Bolaños de Managua donde se le hizo una cirugía videotoracoscópica de tórax por un tumor canceroso pulmonar del cual evolucionó favorablemente.
El 9 de abril fue trasladado a la Unidad de Cuidados Intensivos tras una complicación respiratoria quedando bajo en vigilancia médica, en coma farmacológico.
El 30 de abril Rosario Murillo, coordinadora del Consejo de comunicación y Ciudadanía, hace pública la noticia de su fallecimiento que se había producido a las 20:55 horas de esa noche. En el momento de su muerte Tomás Borge contaba 81 años de edad y mantenía su actividad política ejerciendo de embajador en Lima (Perú).
Tomás Borge era el último sobreviviente de los fundadores del FSLN y una de sus más relevantes figuras. Rosario Murillo expresó en la comunicación de su muerte que Tomás Borge, como él mismo decía de Carlos Fonseca, es «de los muertos que nunca mueren».
Los actos oficiales en su honor se realizaron en el Palacio Nacional de la Cultura, antiguo Palacio Nacional, donde se puso la capilla ardiente. fue enterrado en el mausoleo de Carlos Fonseca, en la Plaza de la Revolución y se decretaron tres días de duelo nacional.

## Críticas a su gestión

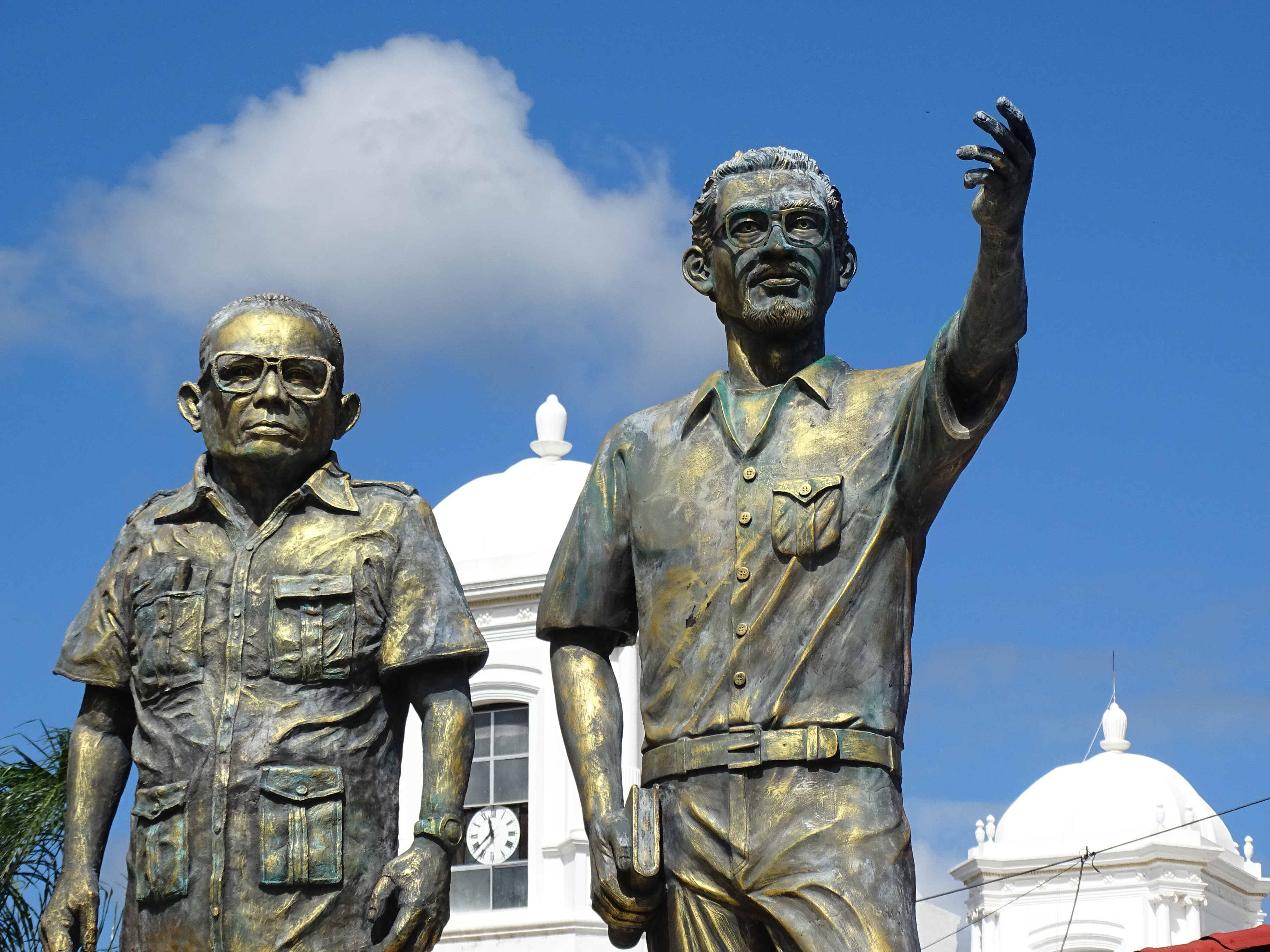
Esculturas de los fundadores de la FSLN, Tomás Borge y Carlos Fonseca - Matagalpa - Nicaragua

Como responsable del Ministerio del Interior en el periodo revolucionario hizo poner en la fachada de la sede ministerial la frase «Centinela de la felicidad del pueblo». Durante el periodo revolucionario Estados Unidos organizó y financió a grupos armados, formados principalmente por exguardias nacionales, que se denominó Contras.
Tomás Borge fue acusado de ejercer presión contra los jerarcas de la Iglesia católica, a quienes acusó de haberse puesto del lado de la Contra. En el periodo de la agresión de la Contra, estableció la censura de prensa, hecho que después calificaría de error, lo mismo que la obligatoriedad del servicio militar. En el marco de una campaña electoral, Marcos Carmona ―presidente de la Comisión Permanente de Derechos Humanos de Nicaragua y opositor del FSLN― afirmó que Tomás Borge, entre otros, había matado a los misquitos que se oponían al Gobierno sandinista.
Según otros opositores, durante el primer período presidencial de Daniel Ortega, Borge dio la orden de matar a 37 opositores encarcelados en Granada. También lo acusaron ―junto con el resto de los sandinistas que salieron del Gobierno en 1990 tras el triunfo de Violeta Barrios de Chamorro― de la llamada «Piñata Sandinista», donde se les acusa de haberse apropiado de propiedades públicas.
Creó los Consejos de Defensa Sandinista (CDS), a semejanza de los Comités de Defensa de la Revolución (CDR) de Cuba y de los actuales Consejos del Poder Ciudadano. Fundó las cárceles de régimen abierto, donde los prisioneros estaban sin custodia y sin reja, y la cárcel de mujeres "La Esperanza2, que fue una novedad en Nicaragua. En una entrevista concedida al periódico Nuevo Diario (de Managua), con motivo del 30.º aniversario de la Revolución sandinista, Tomás Borge dijo:

Habíamos llegado al poder cubiertos con un aura de santidad. Éramos «los muchachos», héroes del pueblo que habíamos liberado. Pero luego vino la guerra, las presiones, la crisis económica y los errores, y los héroes que éramos nos convertimos en reyes.
Tomás Borge

En 2009, el periodista y cineasta sueco Peter Torbiornsson acusó a Borge de haber ordenado el atentado de La Penca de 1984, en el que murieron siete personas, entre ellas tres periodistas, y una docena resultaron gravemente heridas.  Según Torbiornsson, que sobrevivió al bombardeo, Renán Montero, un oficial militar cubano que trabajaba en ese momento para el Ministerio del Interior de Borge, le había pedido que se reuniera con un hombre que se hacía pasar por un fotógrafo de noticias danés y que escoltarlo a la conferencia de prensa convocada por el líder de la Contra , Edén Pastora , en su puesto de avanzada en La Penca. Ese hombre resultó ser el atacante. Torbiornsson intentó presentar cargos contra Montero, Borge y el exjefe de seguridad del estado Lenín Cerna por asesinato y crímenes de lesa humanidad, pero el gobierno sandinista del presidente Daniel Ortega se negó a investigar el asunto.

## Vida privada
Con su primera esposa, Yelba Mayorga, tuvo cinco hijas: Ana, Birmania, Bolivia, Dominique y Michelle. Mayorga fue asesinada en 1979 durante la lucha guerrillera. Después se casó con Josefina Cerda, con la que tuvo tres hijas: Ana Josefina, Valeria, Emma y adoptaron a Germán Pomares Herrera hijo de Germán Pomares Ordóñez, El Danto, y Julia Herrera de Pomares quienes fueron asesinados por la guardia nacional.
En el año 1981 nació su primer hijo varón: Óscar Borge. En el año 2007 se casó con la actriz peruana Marcela Pérez Silva, con la que tuvo tres hijos: Camila, Juan y Sebastián.

## El escritor
Tomás Borge fue autor de poesía, ensayo y autobiografía. El poeta cubano Roberto Fernández Retamar ha afirmado que el libro de Borge Carlos, el amanecer no es sólo un sueño, que escribió en prisión, por su mérito literario es comparable a la prosa documental de Gabriel García Márquez Épica sobre Bolivia del Che Guevara.
Algunos de los títulos publicados son La paciente impaciencia, Un grano de maíz y La ceremonia esperada.
- Castro, Fidel; y Borge, Tomás (2009): Un grano de maíz: conversación con Fidel Castro. Managua: Aldilá, 243 págs. ISBN 9992408759

- Borge, Tomás (1993): Salinas. Los dilemas de la modernidad, México, Siglo XXI, 1993, ISBN 9789682318757.

- Borge, Tomás (1989): La historia de Maizgalpa. Tambor de Tacuarí. Buenos Aires: Colihue, 1989. 22 págs. ISBN 9505816111.